# Abálcazar García
Abálcazar García (* Ende des 19. Jahrhunderts; † nach Dezember 1942) war ein konservativer uruguayischer Politiker.
García gehörte der Partido Nacional an. Um 1919 war er Vizepräsident der Junta Económica del Salto. Vom 18. Mai 1934 bis zum 16. Mai 1938 besaß er einen Sitz im uruguayischen Senatorenhaus, der Cámara de Senadores.
Ende der 1930er Jahre wurde er Minister für Industrie und Arbeit. García hatte zudem um 1941 Jahre das Amt des Bildungsministers inne.